# Султанова Афаг Вагіф-кизи
Афаг Султанова (азерб. Afaq Sultanova) — азербайджанська дзюдоїстка-паралімпієць, виступаюча у ваговій категорії до 57 кілограм і категорії сліпоти B3, чемпіонка світу 2010 року та переможниця Всесвітніх ігор 2011 року. Представляла Азербайджан на літніх Паралімпійських іграх 2012 року в Лондоні як чинна чемпіонка світу і виграла золоту медаль.

## Біографія

### Дитинство і початок кар'єри
До дзюдо Афаг Султанова займалася карате. У 13 років вона почала займатися дзюдо. У 2008 році здобувала перемоги на молодіжних чемпіонатах світу та Європи. Однак травма, яка призвела до погіршення зору, змусила її вийти на пенсію. Афаг продовжила тренування. У 2010 році вона стала чемпіонкою світу, а в 2012 році виграла золото на Паралімпійських іграх у Лондоні, здолавши у фіналі бразилійку Лусію да Сільву Тейшейру. Афаг Султанова допомагає також поширювати спорт і паралімпійські цінності серед дітей з вадами здоров'я.
Розпорядженням президента Азербайджану Султанова була нагороджена орденом «Шохрат» і їй була присуджена олімпійська стипендія. Проживає в селищі Амирджан, Баку.